# Ньенгату
Ньенгату (порт. nheengatu, nhangatu, inhangatu ), известный также как амазонский лингва-жерал (порт.  língua geral da Amazônia) — язык тупийской языковой семьи (ветвь тупи-гуарани).

## Распространение
Основная масса носителей ньенгату проживает на севере Бразилии, небольшие группы носителей есть в Венесуэле и Колумбии. Общая численность — около 8000 человек. На ньенгату говорят некоторые племена внутренних районов Амазонии в верховьях Риу-Негру. В частности он служит в качестве средства этнической самоидентификации для таких народностей, утративших собственные языки, как баре и арапасо. Кроме того он используется для межплеменного общения и контактов индейцев с неиндейцами.

## История
Ньенгату возник в XVIII веке в результате португальской колонизации Мараньяна, Пары и Амазонии.
Язык, в отличие от лингва-жерал-паулиста, хорошо задокументирован источниками XVIII, XIX и XX вв.